# Hasht-Bihisht (poema)

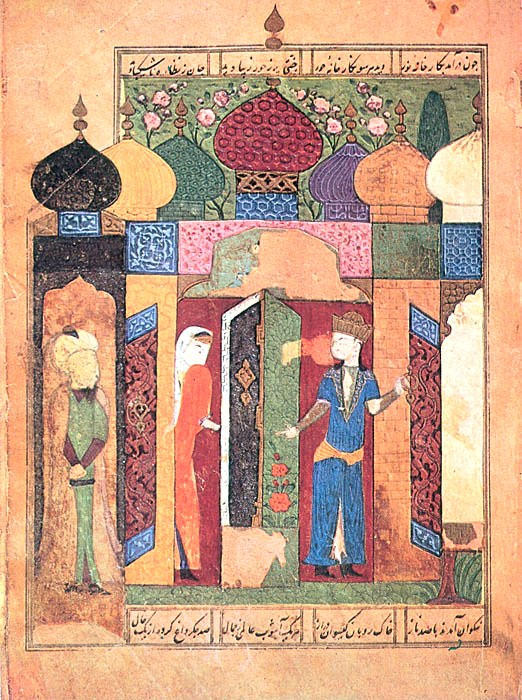
Els set pavellons

Hasht-Bihisht (en persa: هشت بهشت, lit. Els vuit paradisos) és un famós poema escrit per Amir Khusraw Dihlawi al voltant del 1302. El poema es basa en un altre poema, el Haft Paykar de Nizami Gandjawi, escrit al voltant del 1197, que al seu torn reprén una epopeia anterior, el Shahnameh o Llibre dels Reis,  escrit per Firdawsí al voltant del 1010. Igual que el Haft Paykar de Nizami, el Hasht Bihisht de Khusraw utilitza una llegenda sobre Bahram V com a història marc i, amb l'estil de Les mil i una nits, presenta contes populars relatats per set princeses. El més destacat és que Khusraw sembla haver estat el primer escriptor a haver afegit els tres prínceps de Serendip com a personatges i la història del suposat robatori i recuperació del camell.

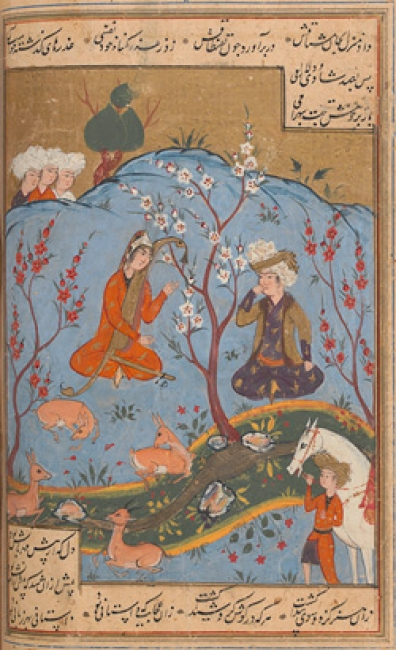
Bahram escolta mentre Dilaram encanta els animals

Els vuit «paradisos» del poema es relacionen directament amb la concepció islàmica del cel, amb vuit portes i vuit espais, cadascú ornat amb una pedra o material preciós especial. Set dels vuit paradisos són pavellons fets per a la teràpia narrativa de Bahram VII. També hi ha un vincle amb la hast-behesht, la planta arquitectònica i dels jardins dels vuit paradisos.

## Argument
La narració s'obri amb la història de Bahram i de Dilaram. Més endavant, Bahram té set pavellons de set colors diferents construïts per a ell en els terrenys del seu palau, en què li esperen set princeses de diferents parts del món. Bahram Gur visita cadascuna d'elles en un dia diferent de la setmana i cada una li relata una història:
- dissabte, al pavelló negre, amb la princesa de l'Índia: conte dels tres prínceps de Serendip;
- diumenge, al pavelló groc - la princesa de Nimruz;
- dilluns, al pavelló verd, amb la princesa eslava;
- dimarts, al pavelló roig, amb la princesa tàrtara;
- dimecres, al pavelló violeta, amb la princesa de Rum;
- dijous, al pavelló marró, amb la princesa àrab;
- divendres, al pavelló blanc, amb la princesa de Coràsmia.

## Manuscrits
El Hasht-Bihisht, i de fet tot el Khamsah, fou una obra popular en els segles posteriors a la mort de Khusro, no sols a l'Índia, sinó a l'Iran i en l'Imperi otomà. Es va il·lustrar amb tanta freqüència com el Khamsah de Nizami d'ençà del començament del segle xv.

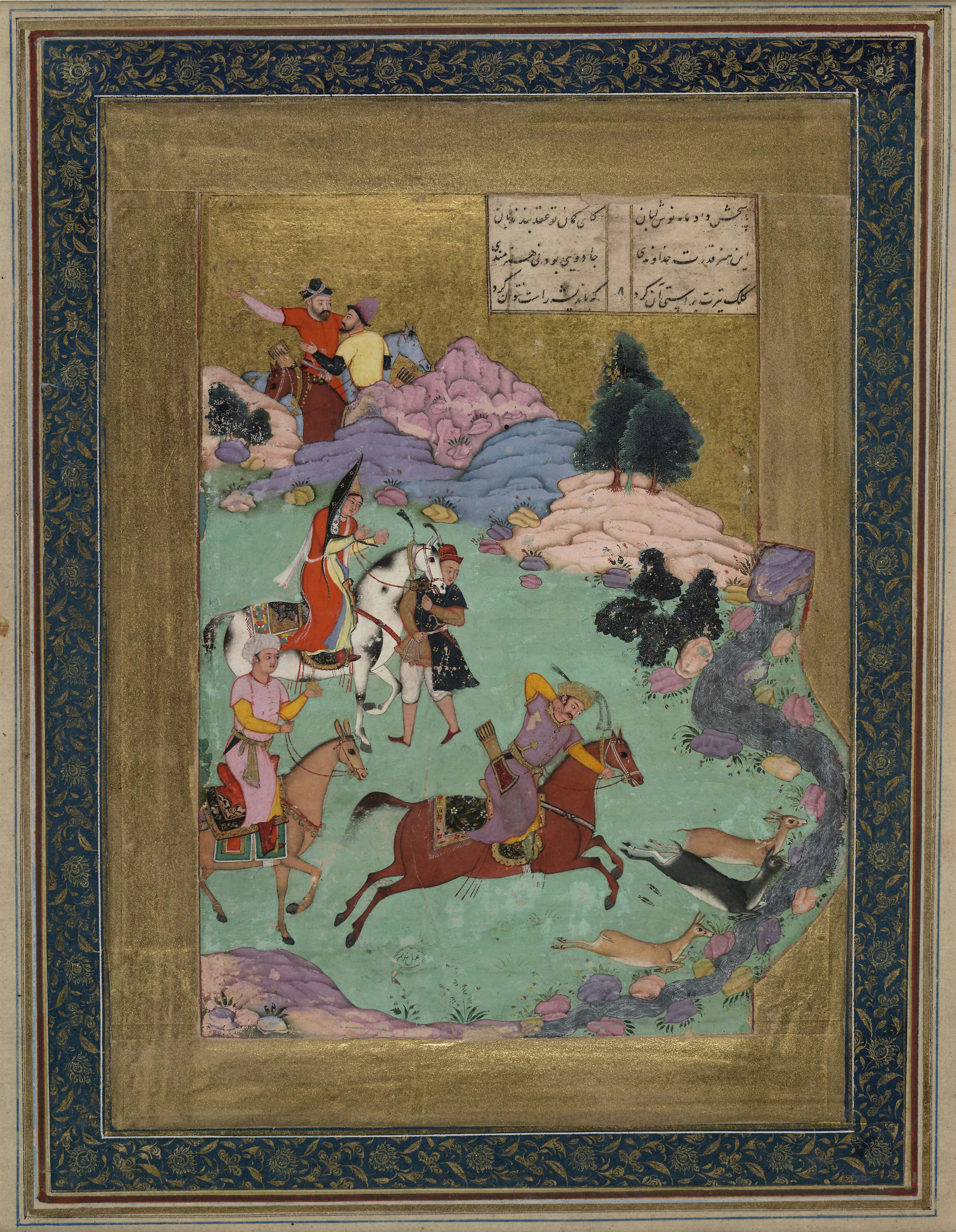
Bahram V caçant

## Traduccions
- El Hasht-Bihisht només s'ha traduït totalment al rus i a l'italià. S'han publicat traduccions en vers de dues de les històries (les del dimarts i el divendres), per Sunil Sharma.
- Lal i Prasada en donen una traducció parcial directa a l'anglés i un comentari del conte del dissabte, Els tres prínceps de Serendip.[4]

### Manuscrit del Museu d'Art Walters W.623
Un manuscrit il·lustrat del poema forma part d'un Khamsah del 1609 elaborat a l'Iran safàvida. El text està en escriptura nastaʿlīq negra amb els títols dels capítol en roig.

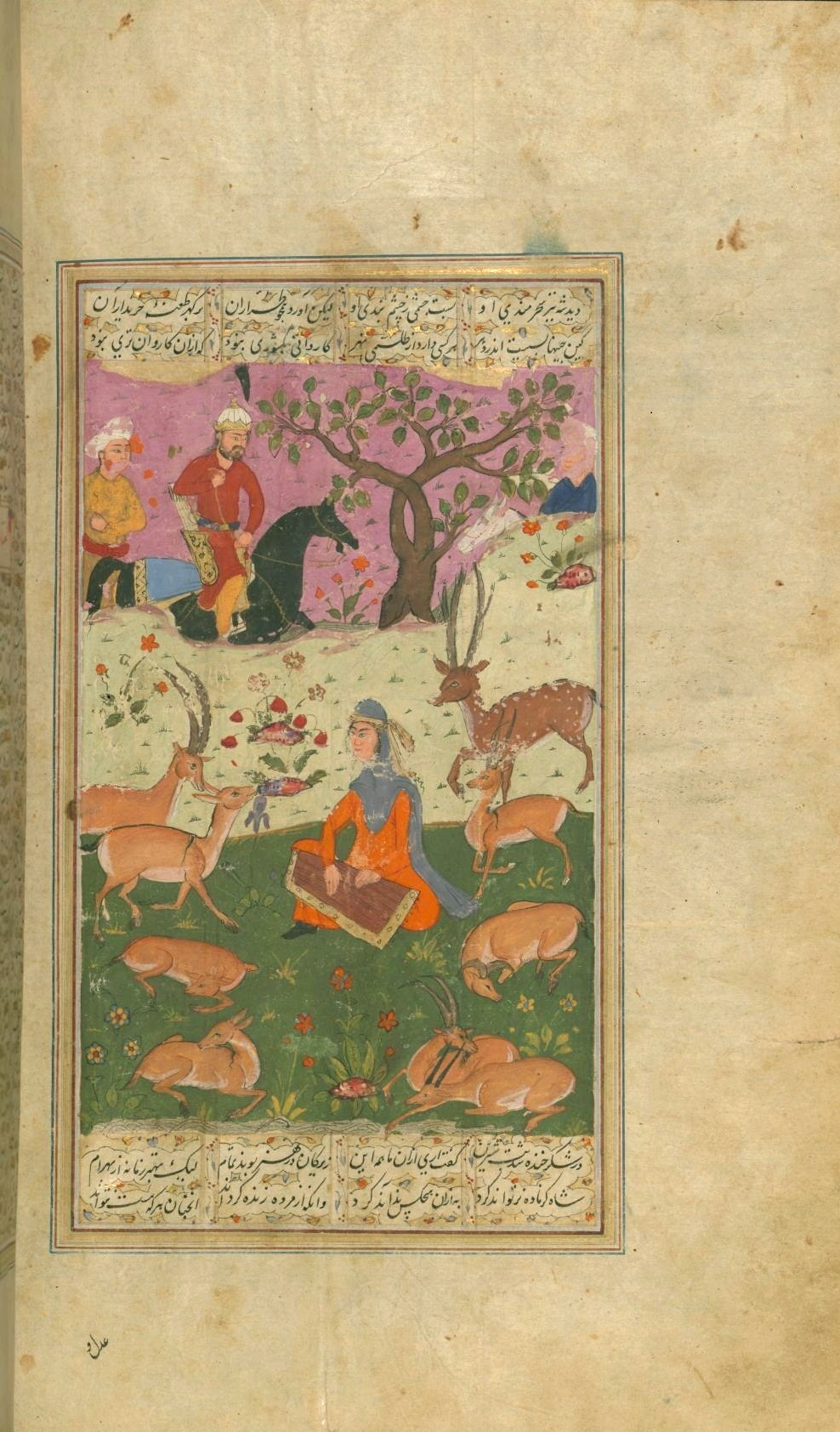
Bahram reconeix a Dilaram per la música amb què encanta els animals
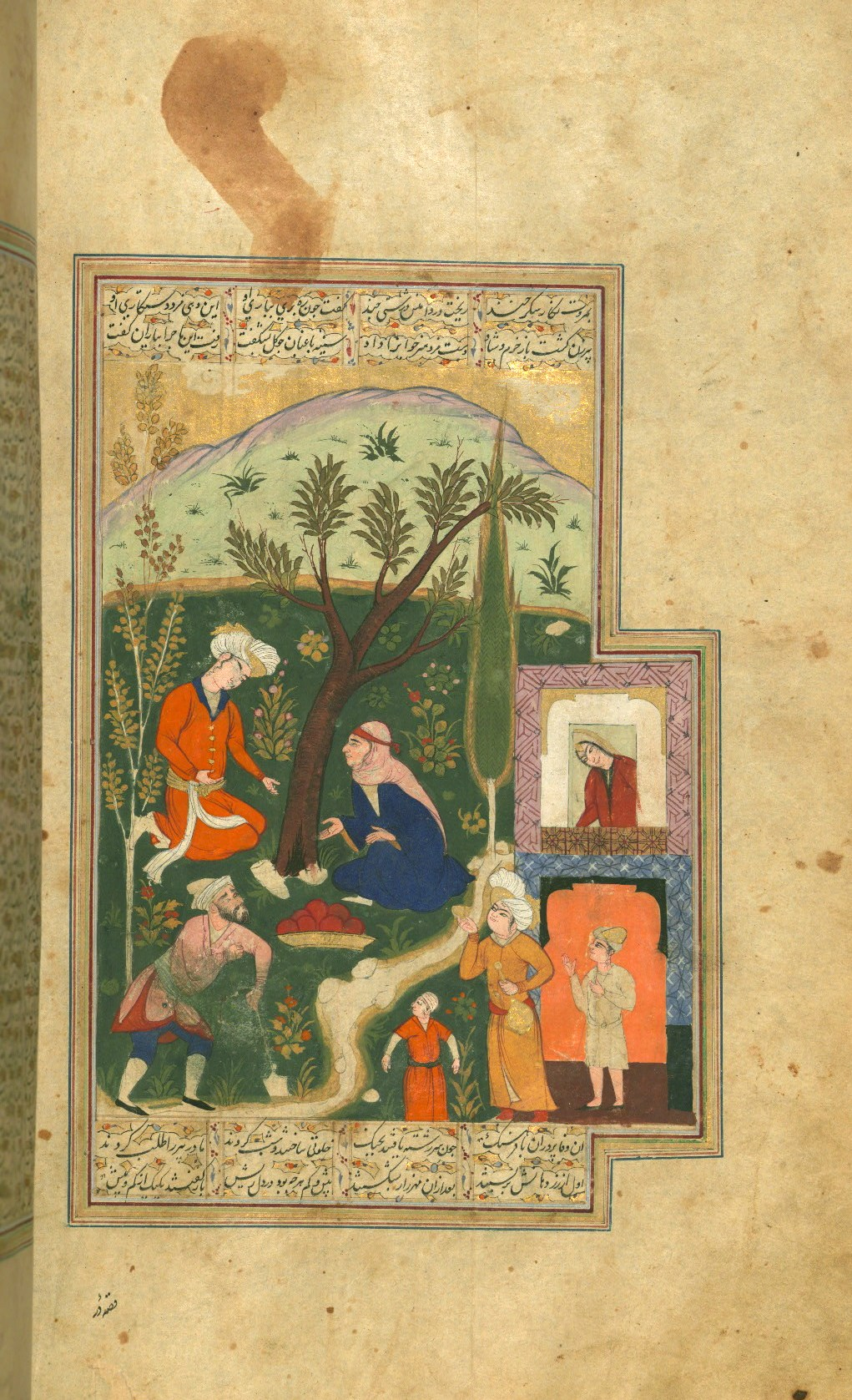
Bahram al pavelló roig
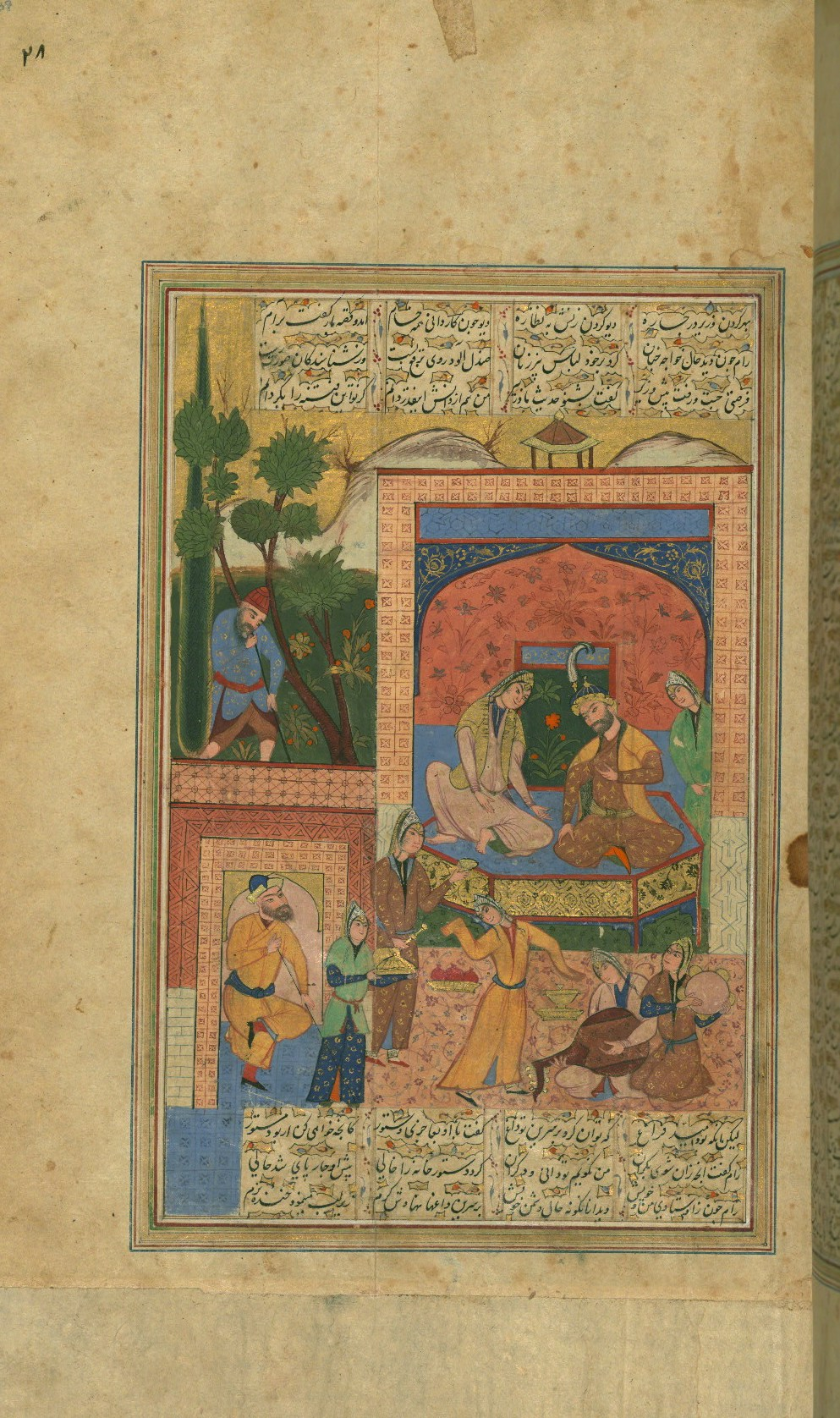
Bahram al pavelló marró

### Manuscrit del Museu d'Art Walters W.624
El poema fou il·lustrat en un manuscrit segurament produït a Lahore a la fi del segle xvi, que es relaciona amb el patrocini d'Akbar (r. 1556-1605).

El manuscrit està escrit en nasta'liq per un dels més grans cal·lígrafs del taller mogol, Muhammad Husayn al-Kashmiri, honorat amb l'epítet de Zarrin Qalam ('ploma daurada'). El manuscrit conté els noms d'alguns pintors: Lal, Manuhar, Sanwalah, Farrukh, Aliquli, Dharamdas, Narsing, Jagannath, Miskina, Mukund i Surdas Gujarati. Els il·luminadors són Husayn Naqqash, Mansur Naqqash, Khvajah Jan Shirazi i Lutf Allah Muzahhib.

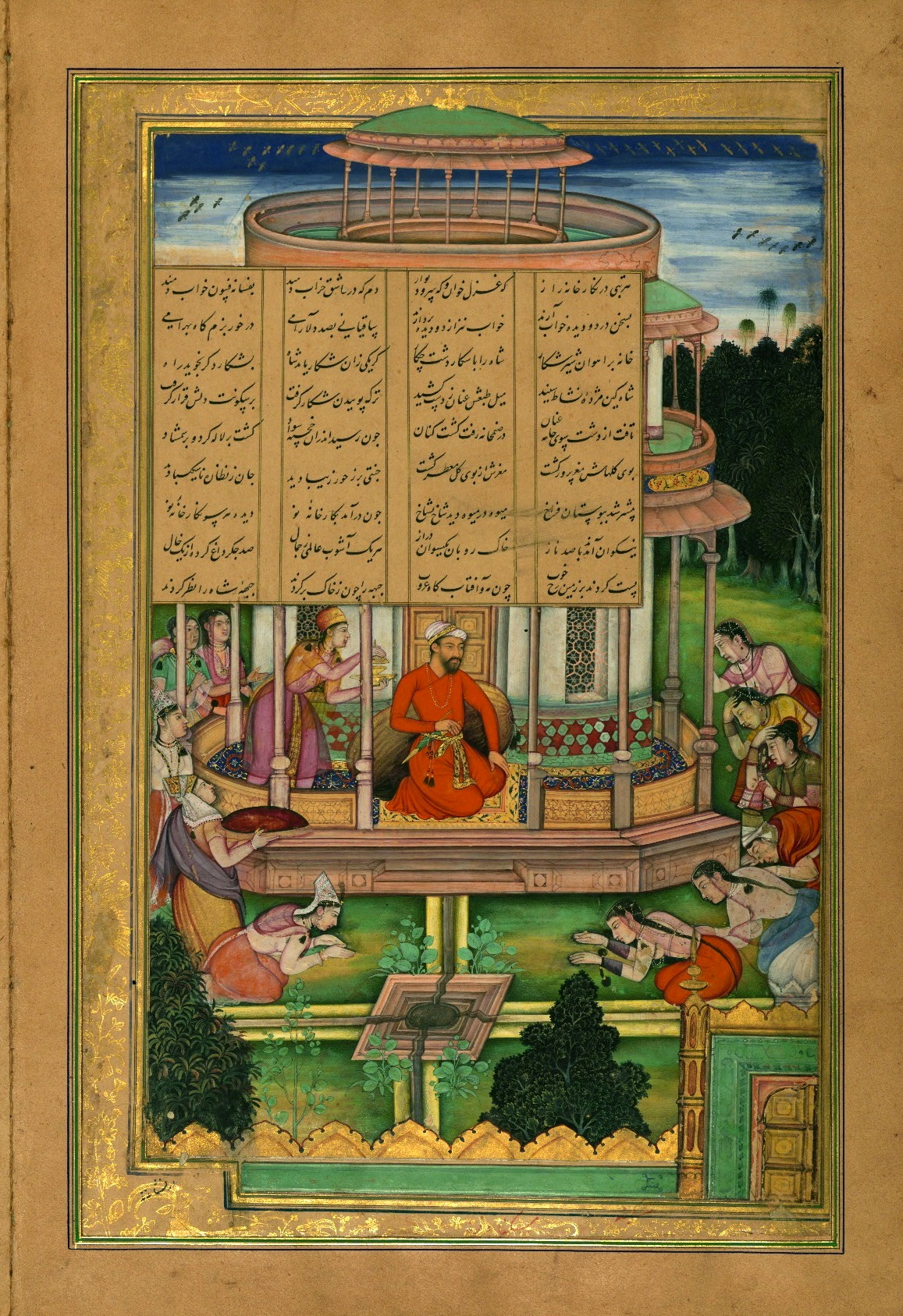
Les princeses dels set pavellons s'inclinen en homenatge a Bahram
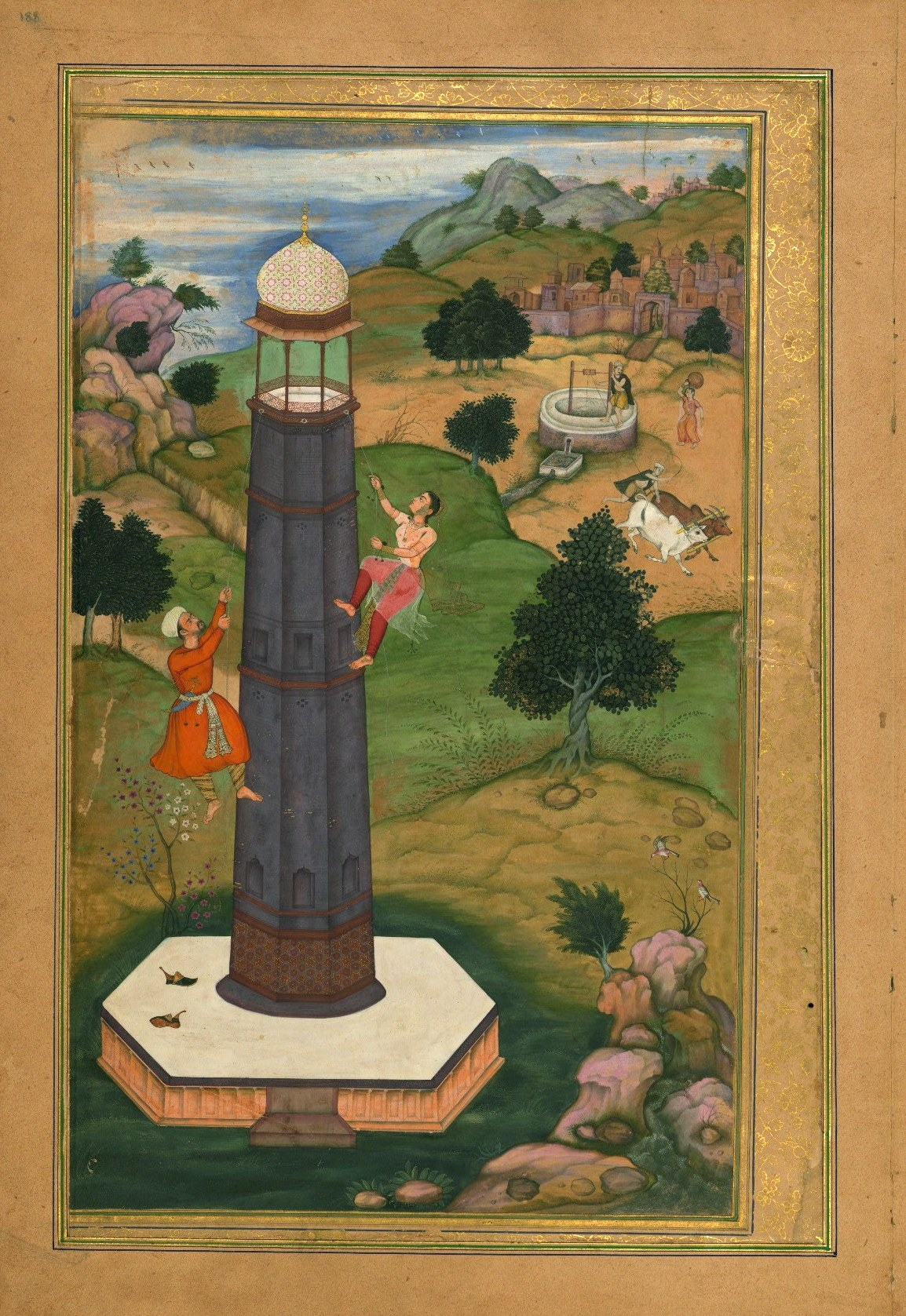
El conte de la princesa del pavelló groc: Hassan, l'orfebre, baixa de la presó en una torre, mentre la seua esposa puja a la presó
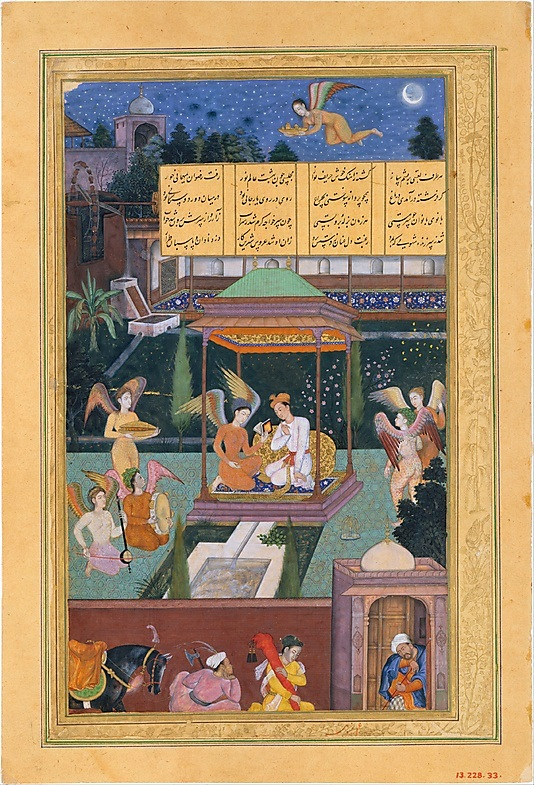
La història de la princesa del pavelló blau, Museu Metropolità d'Art
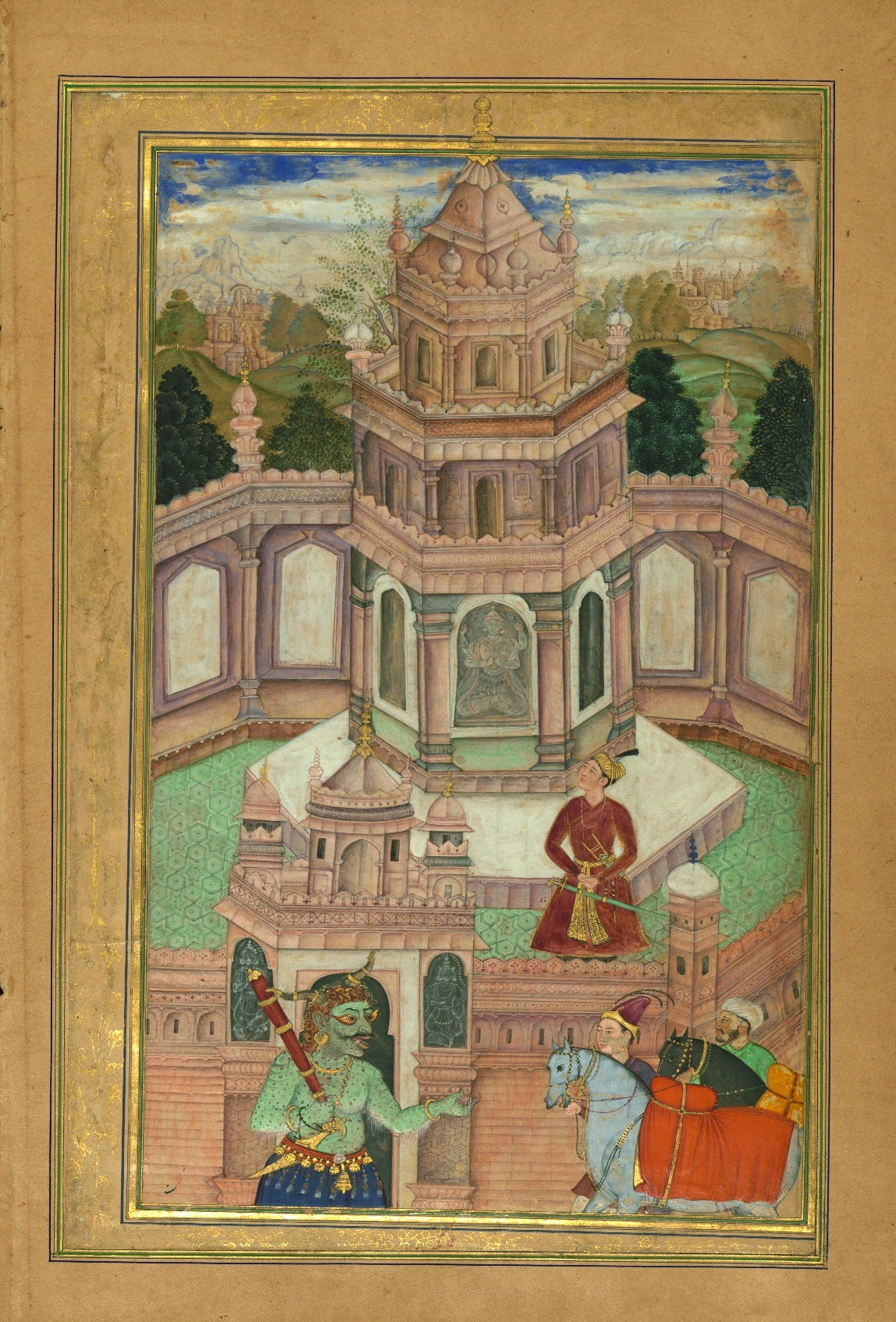
Bahram visita la princesa àrab al pavelló marró
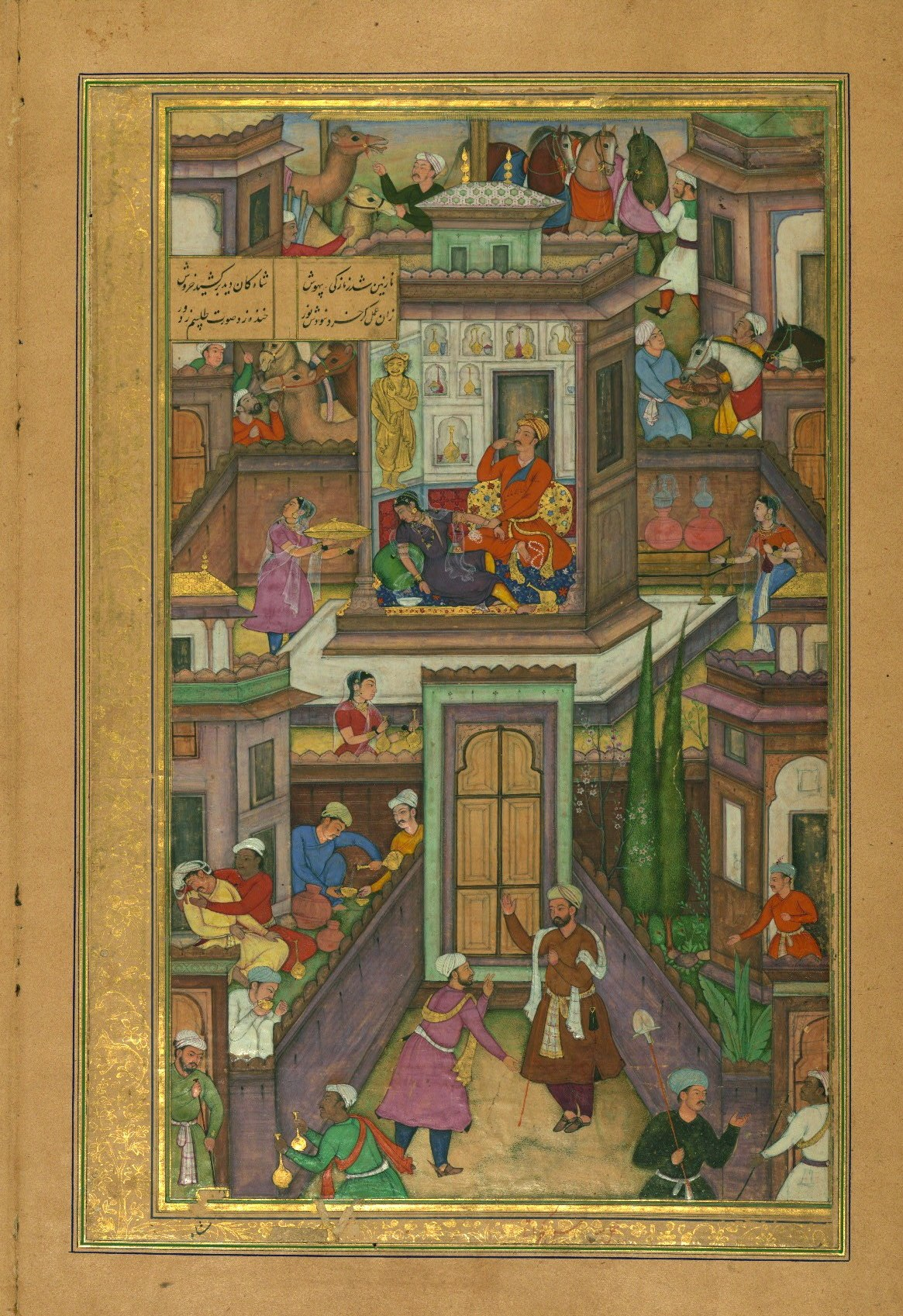
La història de la princesa coràsmia al pavelló blanc